# Клюфт, Каролина
Каролина Эвелин (Карро) Клюфт (швед. Carolina "Carro" Evelyn Klüft, род. 2 февраля 1983 года в Сандхульте, Швеция) — шведская легкоатлетка (семиборье, пятиборье, прыжок в длину, тройной прыжок, прыжок в высоту).

## Биография
Олимпийская чемпионка 2004 года, 3-кратная чемпионка мира (2003, 2005 и 2007) и двукратная чемпионка Европы по семиборью; чемпионка мира и двукратная чемпионка Европы по пятиборью (в закрытом помещении). Рекордсменка Европы в семиборье с 2007 года (побила рекорд советской спортсменки Ларисы Турчинской, который держался с лета 1989 года). Считается одной из лучших легкоатлеток в мире. Одна из немногих легкоатлетов, на счету которых есть победы на всех 5 крупнейших международных турнирах — Олимпийские игры, чемпионат мира на открытом воздухе и помещении, континентальный (европейский) чемпионат на открытом воздухе и в помещении. Каролина выиграла все эти 5 турниров в течение 4 сезонов (2002—2005).
С 16 сентября 2002 года Клюфт непрерывно несколько лет подряд занимала первую позицию в рейтинге семиборья IAAF.
После 2007 года из-за травмы не выступала в семиборье и пятиборье.
Помимо своих «основных» дисциплин, обычно входит в эстафетную команду сборной Швеции в беге 4×100 м. В частности, была в команде, которая установила текущий национальный рекорд в этом виде.
- Рекордсменка Европы в семиборье — 7032 очка (этот результат уступает только мировому рекорду американки Джекки Джойнер-Керси — 7291 очко).
- Рекордсменка Швеции в тройном прыжке — 14 м 29 см
- Рекордсменка Швеции в прыжке (в закрытом помещении) — 6 м 92 см
- Рекордсменка Швеции в пятиборье — 4948 очков
- Чемпионка Швеции 2004 года в прыжках в высоту
- Пятикратная обладательница лучших результатов в семиборье (2002—2004 и 2006—2007)
- Признавалась лучшей легкоатлеткой Европы (2003 и 2006)

На чемпионате Европы 2010 года в Барселоне выступала только в прыжках в длину, заняв 11-е место с результатом 6,33 м. На чемпионате мира 2011 года в Тэгу также выступила только в прыжках в длину и с результатом 6,56 м заняла пятое место.

## Личная жизнь
С 29 сентября 2007 года Каролина замужем за шведским прыгуном с шестом Патриком Кристианссоном, участником Олимпийских игр 2000 и 2004 годов. 15 августа 2014 года стало известно, что супруги ожидают появления своего первенца зимой.

## Прочее
Каролина упоминается в книге Стига Ларссона «Девушка, которая играла с огнём».